# Medallas del Círculo de Escritores Cinematográficos
Le Medallas del Círculo de Escritores Cinematográficos sono dei premi cinematografici dedicati ai migliori film in lingua spagnola. Ogni anno dal 1946, la città di Madrid ospita la cerimonia di assegnazione organizzata dalla CEC (Círculo de Escritores Cinematográficos). Si tratta di un'antica associazione privata composta da sceneggiatori, critici cinematografici e registi. Fra i membri onorari della CEC facevano parte José Luis Garci, Ingmar Bergman e Federico Fellini e il messicano Cantinflas.

## I premi CEC
- Miglior film
- Miglior film straniero
- Migliore attore
- Miglior attore esordiente
- Migliore attrice
- Migliore attrice esordiente
- Migliore attore non protagonista
- Migliore attrice non protagonista
- Miglior regista
- Miglior regista esordiente
- Migliore sceneggiatura originale
- Migliore sceneggiatura adattata
- Migliore fotografia
- Miglior montaggio
- Migliori musiche
- Miglior documentario